# جان هویگن ون لینشوتن
جان هویگن ون لینشوتن (انگلیسی: Jan Huyghen van Linschoten; ۱ ژانویهٔ ۱۵۶۳ – ۸ فوریهٔ ۱۶۱۱) نویسنده، تاریخ‌نگار، و بازرگان اهل جمهوری هلند بود.وی  به طور گسترده در مناطق هند شرقی سفر کرد و بین سالهای ۱۵۸۳ تا ۱۵۸۸ به عنوان دبیر اسقف اعظم در گوا خدمت کرد. وی به دلیل افشای اطلاعات  طبقه بندی شده مهم درباره تجارت و دریانوردی آسیا که توسط پرتغالی ها پنهان مانده بود شهرت دارد در سال ۱۵۹۶ ، او کتابی منتشر کرد ، که برای اولین بار در اروپا نقشه های مفصلی از مناطق هند شرقی ، به ویژه هند را به صورت گرافیکی ارایه می داد. وی در طول اقامت خود در گوا ،با دقت تمام داده های دریایی مانند جریان ها ، اعماق ، جزایر که برای ناوبری ایمن بسیار حیاتی بودند ، همراه با تصاویر ساحلی ضبط و بعد تر منتشر کرد انتشار مسیرهای ناوبری امکان عبور ایمن از معبر های هند شرقی را برای تجارت  هلندی ها ، فرانسوی ها و انگلیسی ها فراهم کرد. در نتیجه ، شرکت هند شرقی هلند و شرکت هند شرقی انگلیس انحصار قرن شانزدهم  پرتغالی ها در تجارت با هند شرقی را ، شکستند.